# Centurion

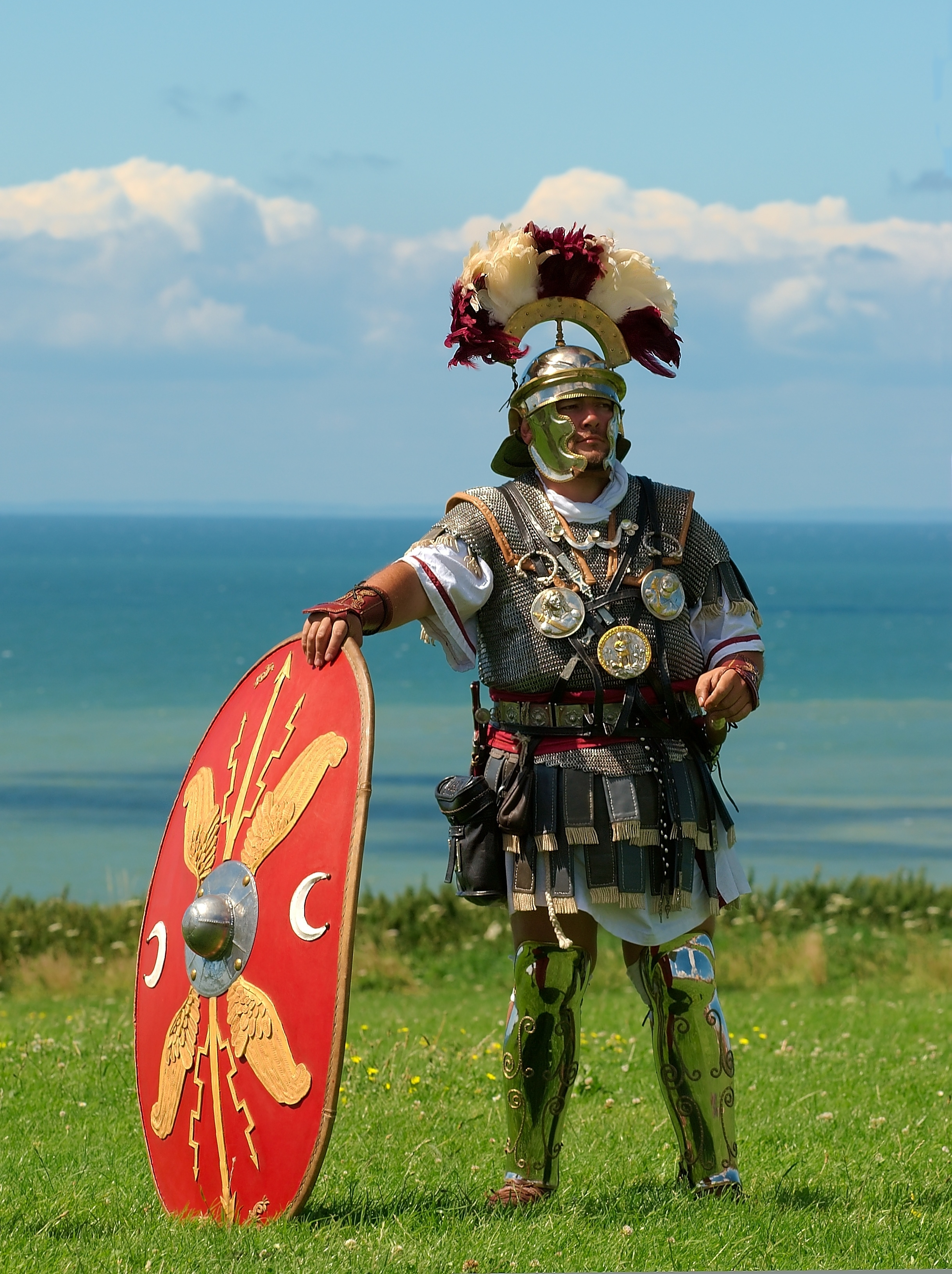
Reconstrucţie modernă a unui centurion

Un centurion (latină: Centum = o sută, greacă: kentyrion), de asemenea, hekatontarch (ἑκατόνταρχος) în unele surse grecești, sau, în perioada bizantină, kentarch (κένταρχος, Kentarhos) era un ofițer profesionist din armata romană după reformele lui Marius din anul 107 î.Hr.. Majoritatea centurionilor conduceau câte 83 de oameni, și nu 100 cum indică numele, în timp ce centurionii seniori conduceau cohorte (500-1000 oameni) sau aveau roluri de conducere în legiunea lor.
Centurionii trebuiau să aibă cel puțin 30 de ani, să cunoască alfabetizarea (să citească ordinele scrise), să aibă scrisori de recomandare și cel puțin câțiva ani de serviciu militar.  Un centurion trebuia să poată menține moralul trupelor sale în timp de pace și să-și inspire oamenii în luptă. 
Simbolul oficial al unui centurion era toiagul de viță de vie, cu care îi disciplinau chiar și pe cetățenii romani, care altfel erau protejați din punct de vedere legal de pedepse corporale prin Legile Porciane.  